# Isognathus australis
Isognathus australis är en fjärilsart som beskrevs av Clark 1916. Isognathus australis ingår i släktet Isognathus och familjen svärmare. Inga underarter finns listade i Catalogue of Life.

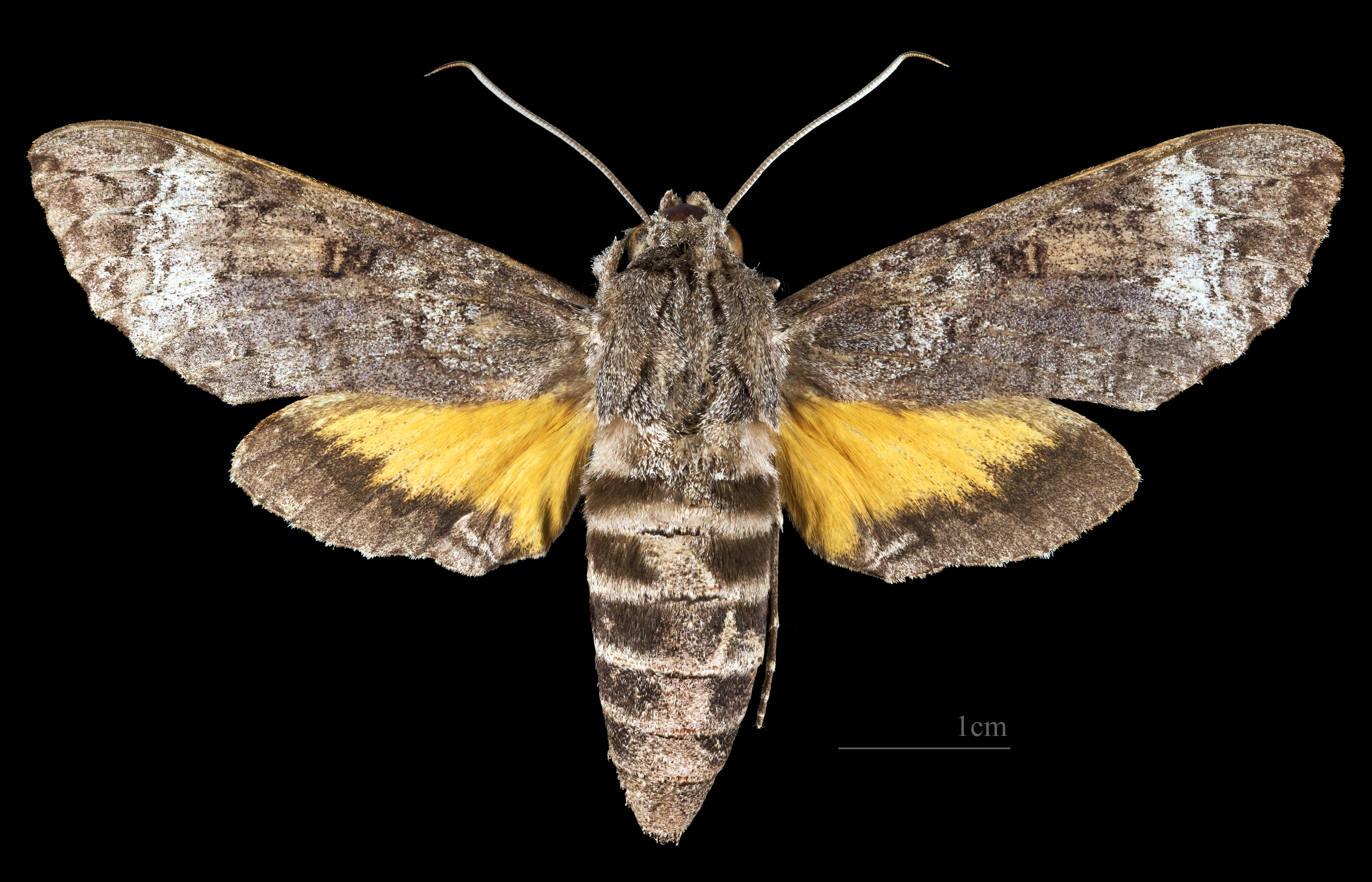
♀
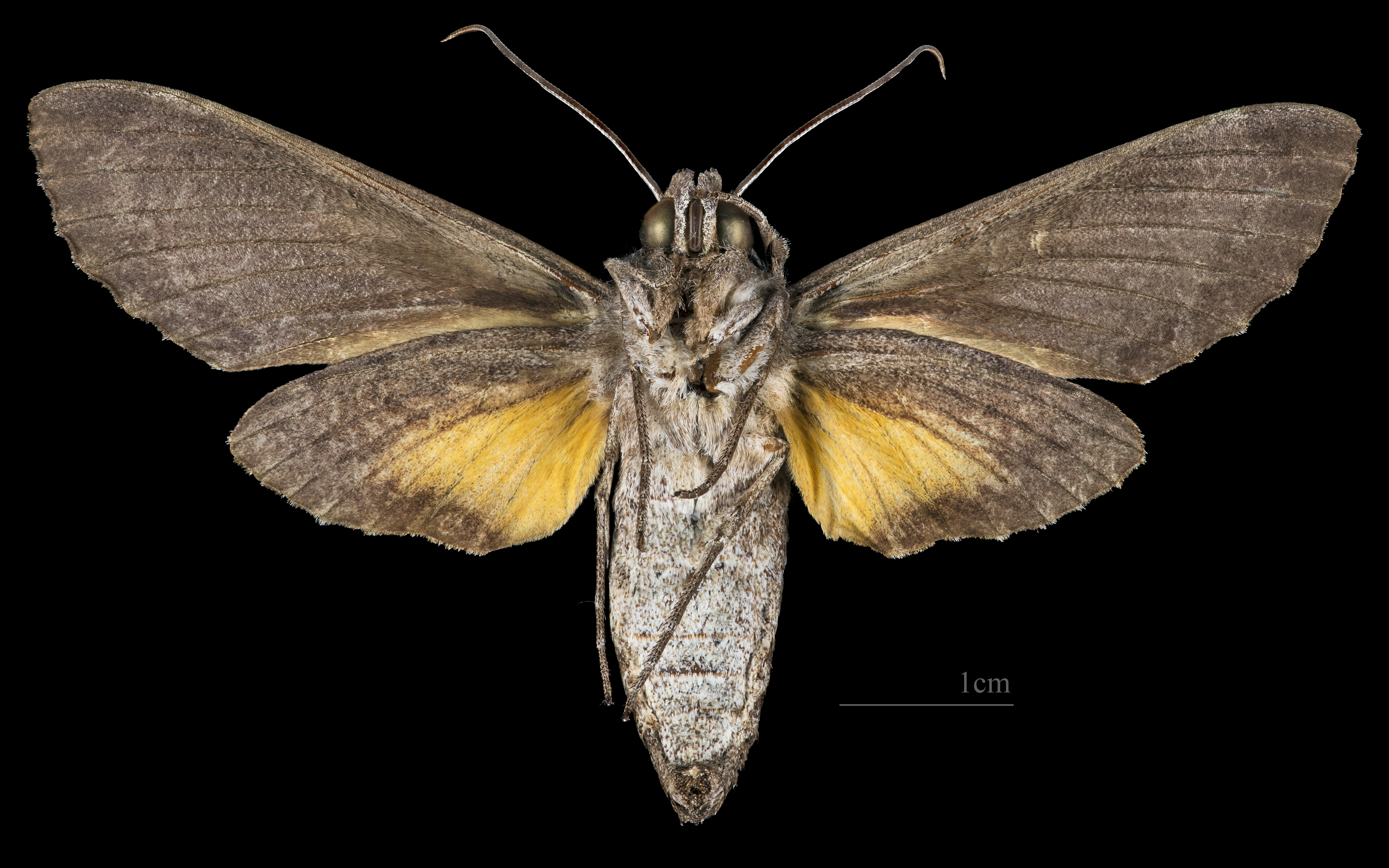
♀ △